# The Adventures of Stevie V
The Adventures of Stevie V est un groupe de dance britannique du début des années 1990. Créé par Stevie Vincent, le groupe intègre également Melodie Washington et Mick Walsh.
Son plus gros succès est Dirty Cash (Money Talks), sorti en 1990. L'année suivante, le groupe rencontre également le succès avec Jealousy.

## Discographie

### Album
- 1988 : Adventures of Stevie V
- 1994 : Satisfy me

### Singles
- 1990 : Body Language
- 1990 : Dirty Cash (Money Talks)
- 1991 : Jealousy
- 1991 : That's The Way It Is
- 1993 : Push 2 The Limit
- 1994 : Paradise
- 1995 : Paradise (Remix)
- 1997 : Dirty Cash (Money Talks) '97 (Remix)